# Campeonato de Segunda División Uruguaya
El Campeonato de Rugby de Clubes de Segunda División, conocido simplemente como Campeonato del Interior, es la máxima competencia de clubes del interior uruguayo de rugby. Si bien algunos clubes ubicados geográficamente en el interior compiten en el Campeonato Uruguayo de Rugby, la amplia mayoría participa de esta competencia por sus diferencias de nivel y cercanías geográficas entre los participantes. En la temporada 2018 cambia su nombre original de Campeonato del Interior, pasando a ser la Segunda División Uruguaya

## Campeones Anteriores
Edición 2015
- Vaimaca Rugby Club de Salto

Edición 2016
- Indios Rugby CRM de Mercedes[1]

Edición 2017
- Indios Rugby CRM de Mercedes[2]

## Equipos participantes
Edición 2015
- Cardos Rugby Club de Durazno
- Canelones Rugby Club de Canelones
- Caranchos Lavalleja Rugby de Minas
- Canelones del Este Rugby Club de Canelones
- Vaimaca Rugby Club de Salto

Edición 2016
- Arlequines Rugby Club de Rivera
- Cimarrones Rugby Libertad de Libertad
- Caranchos Lavalleja Rugby de Minas
- Chuy Rugby Club de Chuy
- Indios Rugby CRM de Mercedes
- Juventud de Las Piedras de Las Piedras
- La Olla Florida Rugby de Florida
- Colegio San Javier Tacuarembó
- Salto Rugby Club de Salto
- Toros Rugby Club de Young
- Vaimaca Rugby Club de Salto
- Veterinaria Rugby Club de Montevideo

Edición 2017
- Arlequines Rugby Club de Rivera
- Cimarrones Rugby Libertad de Libertad
- Caranchos Lavalleja Rugby de Minas
- Indios Rugby CRM de Mercedes
- Juventud de Las Piedras de Las Piedras
- La Olla Florida Rugby de Florida
- Colegio San Javier Tacuarembó
- Salto Rugby Club de Salto
- Toros Rugby Club de Young
- Vaimaca Rugby Club de Salto
- Veterinaria Rugby Club de Montevideo
- Cardenales TTR de Treinta y Tres participa como invitado en el torneo 2017, al cubrir el lugar dejado por Chuí Rugby Club que ahora participa en el Campeonato Riograndense de Rugby[3]

Edición 2018
- Arlequines Rugby Club de Rivera
- Cimarrones Rugby Libertad de Libertad
- Caranchos Lavalleja Rugby de Minas
- Indios Rugby CRM de Mercedes
- Juventud de Las Piedras de Las Piedras
- La Olla Florida Rugby de Florida
- Colegio San Javier Tacuarembó
- Salto Rugby Club de Salto
- Toros Rugby Club de Young
- Vaimaca Rugby Club de Salto
- Veterinaria Rugby Club de Montevideo
- Cardos Rugby Club de Durazno

## Modalidad
En 2018 luego de algunos cambios en la dirigencia de URU, el grupo del interior pasa a ser la Segunda División del Uruguay, separándose el torneo en Primera y Desarrollo. La Primera se divide en tres grupos zonales: en el sur Caranchos, Cimarrones, Juventud y Veterinaria, en el norte Arlequines, Salto Rugby, San Javier y Vaimaca, y en el centro Cardos, Indios, La Olla y Toros. La categoría de Desarrollo se separa solo en dos: grupo A Canarios/Suarez, Joaquin Suárez y La Olla B, y grupo B Búfalos, Caranchos B, Dolores y Sacramento.  
En la edición 2017, el Campeonato se dividió en tres grupos. Grupo 1 estuvo conformado por los equipos de la zona sureste: Caranchos, Cardenales, Juventud y Veterinaria; el Grupo 2 por los del centro-norte: Arlequines, Cimarrones, La Olla y San Javier; y finalmente el Grupo 3 por los del litoral oeste: Indios, Salto Rugby, Toros y Vaimaca. El fixture, organizado por los delegados de clubes y avalado por la Unión de Rugby del Uruguay, tenía como primera etapa del 2 de abril al 21 de mayo, donde se jugarían los cruces grupales con partidos de ida y vuelta. Luego, del 4 de junio al 10 de setiembre, cada club competiría al menos una vez con los demás equipos de los otros grupos, teniendo un total de 14 partidos cada uno. La definición del Campeonato sería en partidos de ida y vuelta en cuartos, semis y final según la ubicación de los equipos en la tabla general.
El Campeonato, fiscalizado por la Unión de Rugby del Uruguay, se regula por el Reglamento de Competencias Nacionales, modificado en 2016, con salvedades teniendo en cuenta que es un campeonato nuevo en comparación con el Campeonato Uruguayo de Rugby, en que los equipos participantes están en su mayoría en estado de desarrollo avanzado y en que los clubes manejan un alto costo en transporte para cada fecha, llegando a alcanzar el medio millón de pesos uruguayos al año.
Sin embargo en la edición 2017 se comenzó a aplicar más firmemente el Reglamento, llegando a la quita de puntos a clubes que no presentaron en regla sus planteles en varias ocasiones.
La edición 2020 fue en un principio suspendida a raíz de la pandemia originada por el COVID-19. Finalmente se jugó con solo ocho equipos y resultó campeón La Olla, de Florida.
En la edición 2021 participan solo seis equipos: Cardos, Búfalos, Cimarrones, Robles, Sacramento y Salto Rugby.

## Resultados
2018 Ver Anexo:CSD 2018.
2017 Ver Anexo:Campeonato del Interior 2017.